# Radu Vasile
Radu Vasile (n. 10 octombrie 1942, Sibiu, România – d. 3 iulie 2013, București, România) a fost un om politic și istoric român, cel de-al 57-lea prim ministru al României între 1998 și 1999, propus de PNȚCD.

## Biografie
Tatăl său, avocat, a fost deținut politic. A decedat în 1986.
Studiile gimnaziale și liceale le-a urmat la Drăgășani și Orăștie. Din motive de dosar, în plină epocă stalinistă, nu s-a putut înscrie la facultate, urmând mai întâi cursurile Școlii Tehnice Sanitare, pe care le-a absolvit în 1962. După relativul dezgheț din anii 1960 a devenit student al Facultății de Istorie a Universității București, pe care a absolvit-o cu rezultate excelente (al treilea din promoție) în anul 1967. A fost repartizat la Muzeul Satului, de unde a plecat, prin concurs, la Institutul de Istorie „Nicolae Iorga” al Academiei Române, ca cercetător stagiar. Tot prin concurs a ajuns în învățământul universitar, mai întâi asistent și apoi lector la catedra de istorie economică de la ASE. În 1977 și-a susținut teza de doctorat în istorie, dar, nefiind membru al PCR, nu a avansat în ierarhia universitară, fiind promovat conferențiar abia după Revoluție, în 1990, când este ales prodecan la Facultatea de Comerț. În 1993, deci „la termen”, fără să ardă etapele, a devenit profesor universitar.
Începând din 2010 starea sa de sănătate s-a înrăutățit, iar astfel a renunțat la aparițiile sale de pe scena politică. A fost diagnosticat cu cancer de colon, urmând să suporte intervenții chirurgicale în România, dar și în Israel. A decedat pe 3 iulie 2013 din cauza unor complicații ale cancerului de colon de care suferea. A fost înmormântat în data de 5 iulie 2013 în Cimitirul Bellu Catolic din București. Slujba de înmormântare a fost oficiată de arhiepiscopul mitropolit Ioan Robu.

## Activitatea politică
Din ianuarie 1990 este membru PNȚ-CD. Pe linie de partid Radu Vasile a avansat gradual: șef de departament (Departamentul de studii), membru supleant al BCCC după congresul PNȚ-CD din septembrie 1991, purtător de cuvânt din 1991, senator de Bacău din 1992, secretar general după Congresul din 1996. Între anii 1993-1994 a fost director al ziarului „Dreptatea”.
Din 1993 a fost vicepreședinte al Senatului României și vicepreședinte al Comisei Senatoriale de Buget-Finanțe (comisia pentru buget, finanțe, activitatea bancară și piața de capital). În legislatura 1996-2000, Radu Vasile a fost membru în grupurile parlamentare de prietenie cu Federația Rusă și Statul Israel. În legislatura 2000-2004, Radu Vasile a fost membru în grupurile parlamentare de prietenie cu UNESCO și Republica Libaneză. Radu Vasile a inițiat 2 propuneri legislative din care 1 a fost promulgată lege.  
În planul politicii externe, Radu Vasile a avut de asemenea o activitate importantă, fiind membru fondator al Forumului Central European, alături de Raymond Barre (fost prim-ministru al Franței), Helmut Schmidt (fost cancelar al Germaniei) și alții.
A conferențiat pe teme de istorie românească la „Ecole Doctorale” de la Sorbona și a susținut peste 50 de comunicări științifice la sesiuni academice din țară și străinătate.
Radu Vasile a fost senator în legislaturile 1992-1996, 1996-2000 și 2000-2004 din partea Partidului Democrat; a fost membru în grupurile parlamentare de prietenie cu Libanul și UNESCO. În funcția de prim-ministru a fost confruntat cu Mineriada din ianuarie 1999, soluționată prin așa-numita Pace de la Cozia. A publicat și poezie, sub pseudonimul Radu Mischiu.

## Scrieri
- Economia mondială: căile și fazele modernizării Editura Albatros (1987)
- Valută și economie (1994)
- Monedă și politică fiscală Editura Uranus (1994)
- De la secolul de fier la cel de-al doilea război mondial Editura Silex (1998)
- Între echilibru și recesiune: teorie și practici de macrostabilizare (1998)
- Se închide cercul? Editura Nemira (1999)
- Fabricius Editura Polirom (1999)
- Echilibru în toate - poezie Editura Cartea Româneasca (1999)
- Pacientul român - pamflete politice Editura Nemira (2000)
- Cursa pe contrasens - Amintirile unui Prim-Ministru Editura Humanitas (2002)
- Buricul președintelui Editura Galaxia Gutenberg (2009)
- Tunica Ruptă Editura Galaxia Gutenberg (2009)

## Traduceri
- Martor al Speranței - Biografia Papei Ioan Paul al II-lea (1920-2005), George Weigel Editura Galaxia Gutenberg (2007)
- Moarte și viață veșnică, Joseph Ratzinger Benedict al XVI-lea Editura ARCB (2012)